# Erich Boden
Erich Boden (* 1. August 1883 in Breslau; † 25. Mai 1956) war ein deutscher Internist.

## Werdegang
Boden war ab 1932 ordentlicher Professor für Innere Medizin an der Medizinischen Akademie Düsseldorf. In der Zeit des Nationalsozialismus wurde er 1934 als „Nichtarier“ aus dem Staatsdienst entlassen. Er arbeitete dann an einer Privatklinik in Golzheim (Düsseldorf) und lebte zuletzt versteckt in Büderich (Meerbusch). 1945 wurde er wieder in sein Amt eingesetzt. 1947 bis 1948 war er Rektor der Medizinischen Akademie. 1954 wurde er emeritiert.

## Ehrungen
- 1953: Verdienstkreuz (Steckkreuz) der Bundesrepublik Deutschland
- 1956: Großes Verdienstkreuz der Bundesrepublik Deutschland

## Schriften
- Elektrokardiographie für die ärztliche Praxis. – Dresden, Leipzig: Steinkopff, 1932